# Валбона (Бреша)
Валбона (итал. Valbona) је насеље у Италији у округу Бреша, региону Ломбардија.
Према процени из 2011. у насељу је живело 26 становника. Насеље се налази на надморској висини од 121 м.